# Коромисло

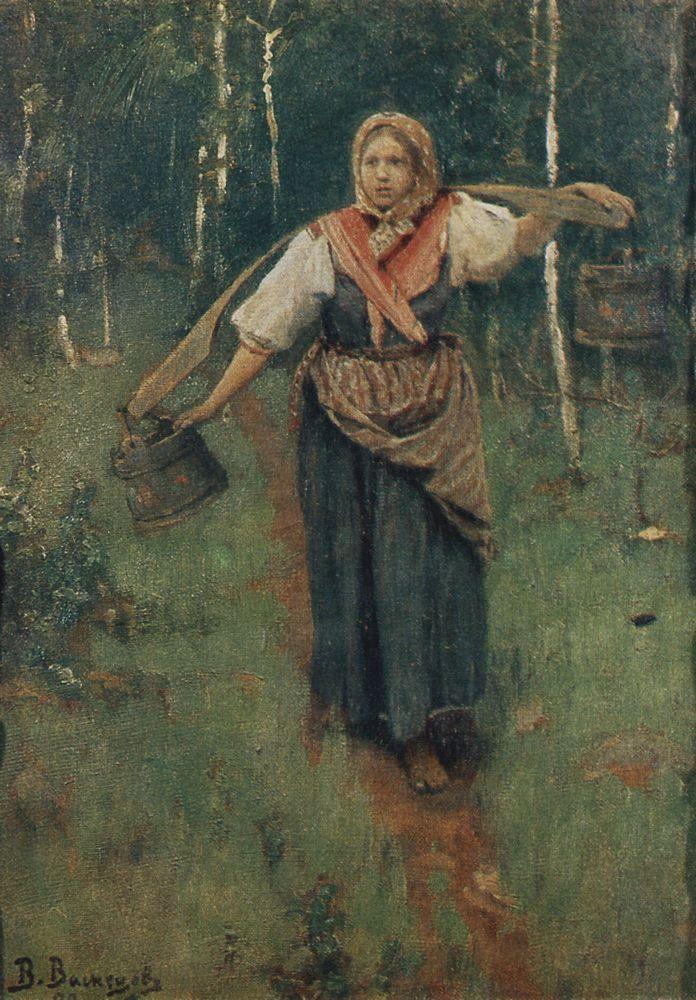
Віктор Васнецов. «По воду»

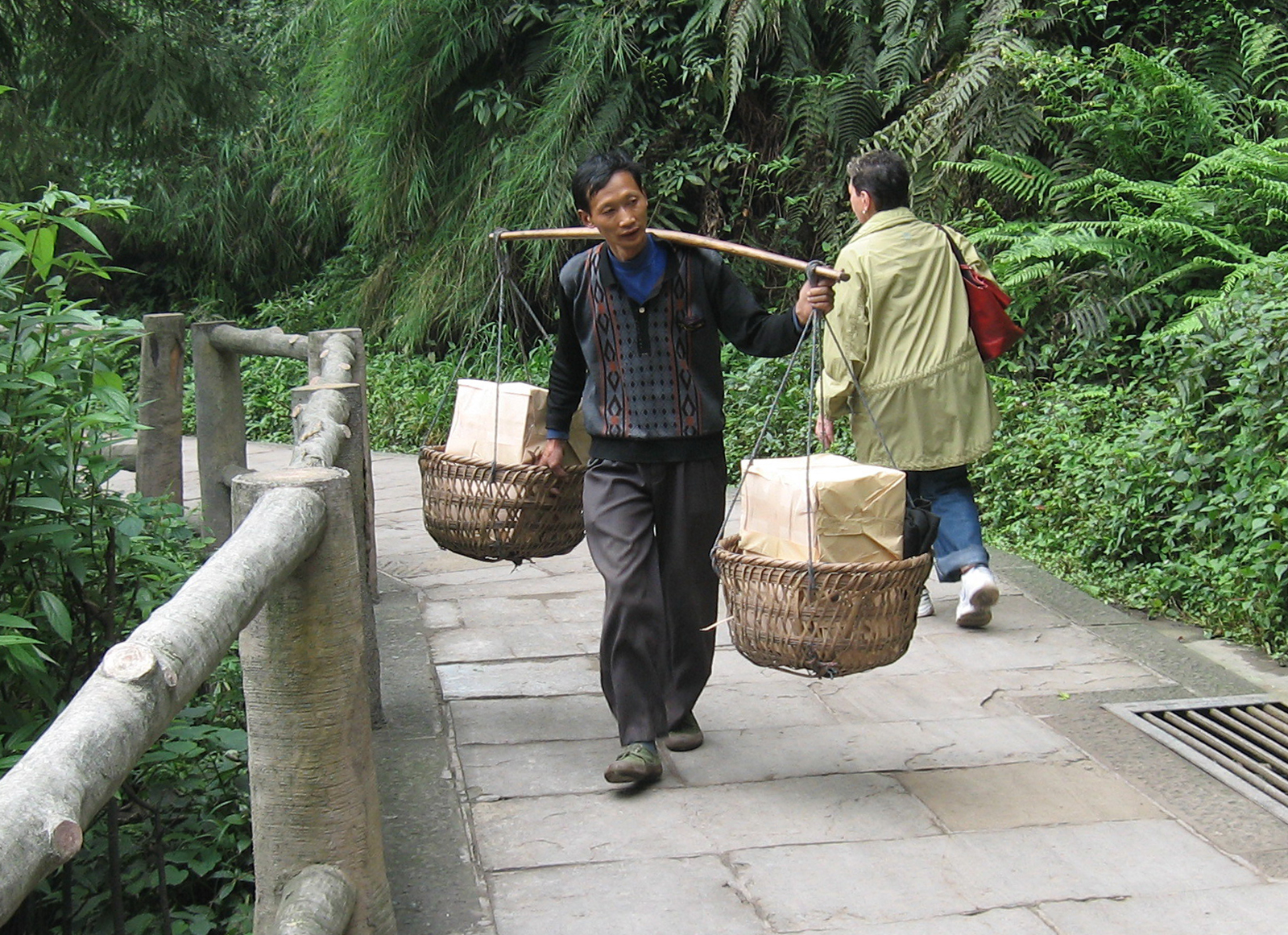
Перенесення вантажів за допомогою коромисла, Китай

Коро́мисло (східнослов'янське слово неясного походження), заст. коромисел — дугоподібна, частіше дерев'яна палиця для ручного перенесення вантажу, часто використовується для перенесення двох відер води на плечі. На кожному кінці коромисло має дві ямки або металічні гачки, за які зачіплюються відра, посередині коромисло пласкіше, для рівномірного розподілу тиску на плече. Сучасніше коромисло має на кінцях закріплені ланцюги, довжиною 25—30 см кожен, які на кінцях закінчуються гачками чи карабінами.
За допомогою коромисла можна носити два відра як на одному плечі, так і на двох плечах, тримаючи коромисло позаду від шиї, в останньому випадку носіння зручніше, оскільки вага розподіляється на плечі рівномірно.

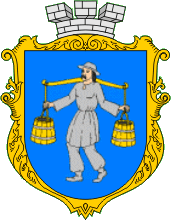
Сучасний герб Борислава, у лазуровому полі ріпник у срібній одежі несе на плечах золоте коромисло з двома золотими відрами нафти (ропи)

Коромисло різних форм і розмірів все ще широко використовується в Східній Азії, а колись також використовувалося в Європі та Західному світі, зокрема доярками. Його застосовували у США, Австралії та Європі. Також його часто використовували на Шрі-Ланці, де його називали «пінго». Збереглись листівки початку 19 століття з Цейлону з носіями пінго.

## Коромисло в народній творчості
Пісні
- «Несе Галя воду» — українська народна пісня

Прислів'я, мовні звороти
- Дим коромислом — дуже густий дим чи шум, гамір

Загадки
- Червоне коромисло через річку повисло (веселка)

## Галерея

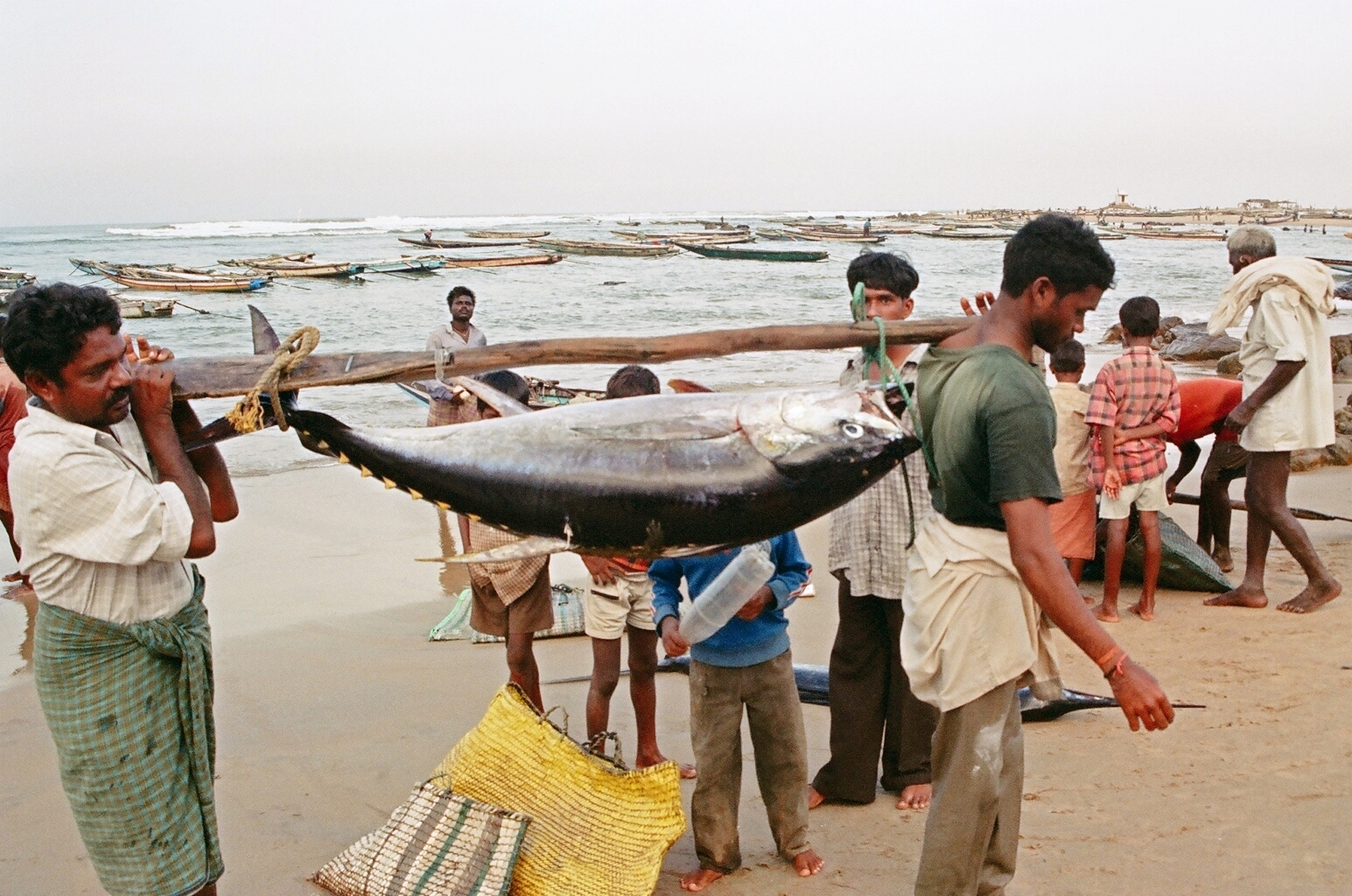
Індійські рибалки повертаються з тунцем
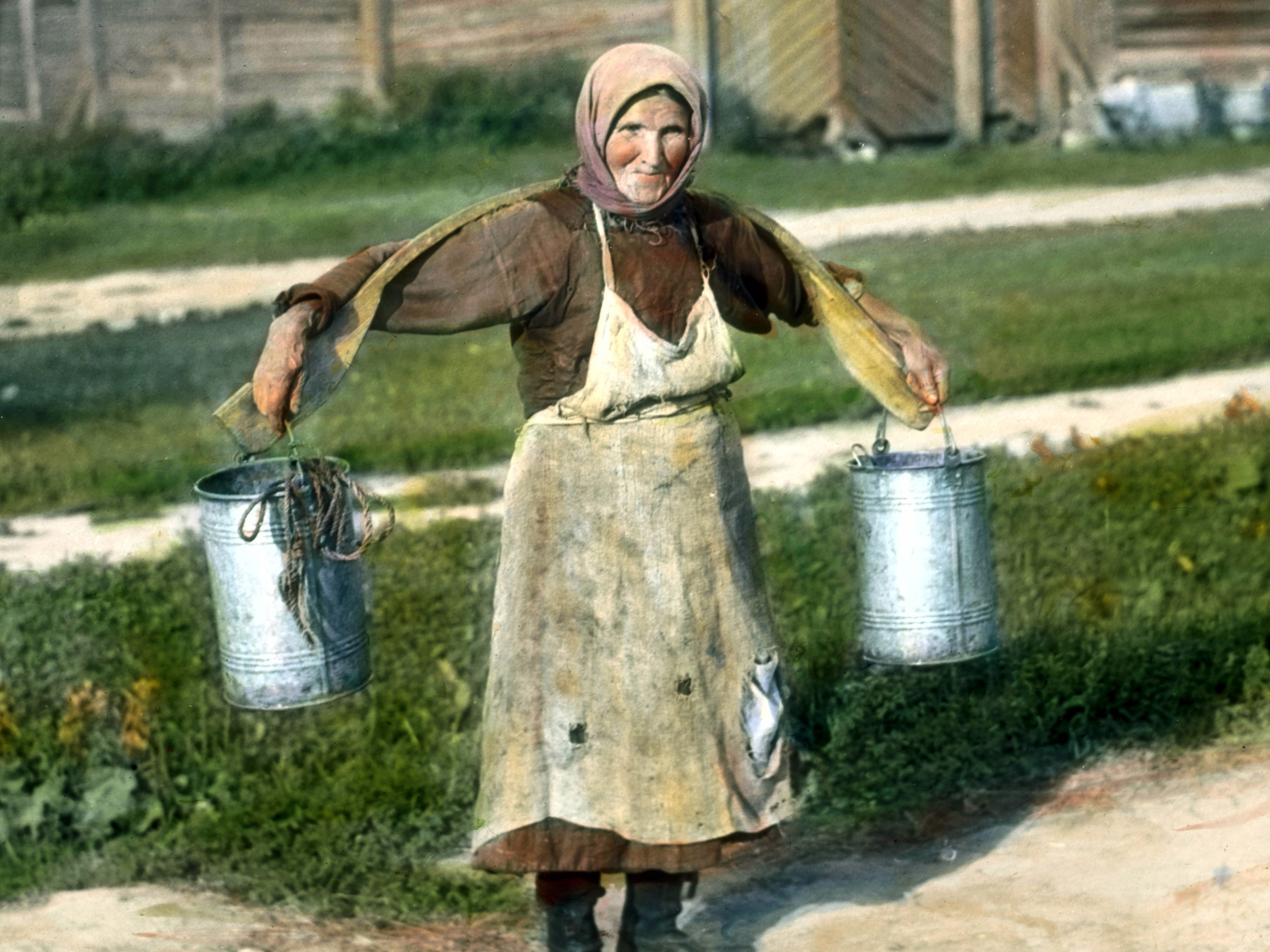
Російська жінка неподалік від Ленінграда, 1932
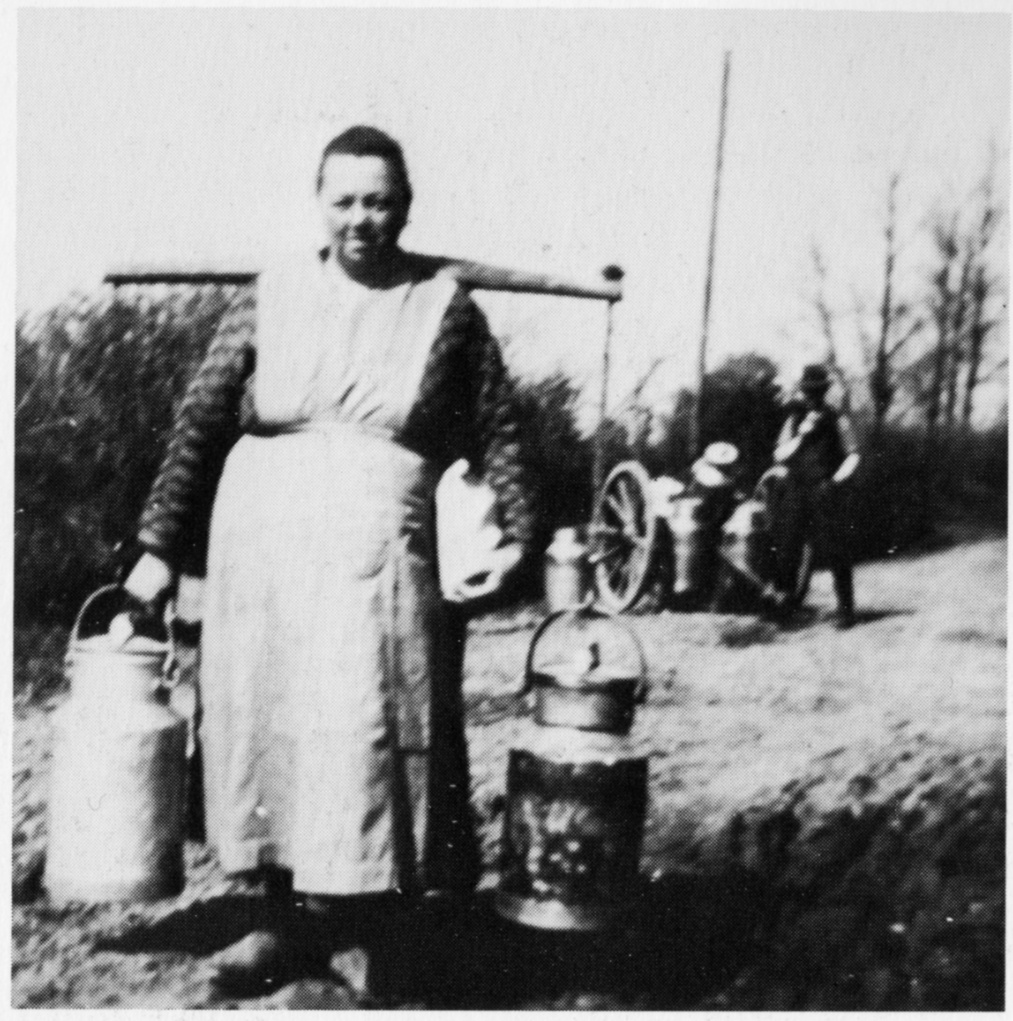
Данська доярка
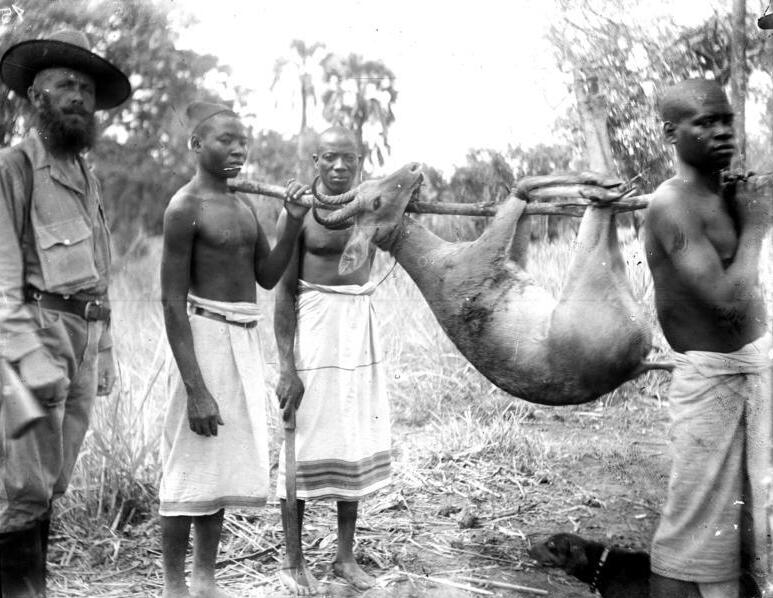
Повернення із полювання, Південна Африка. Бл. 1912
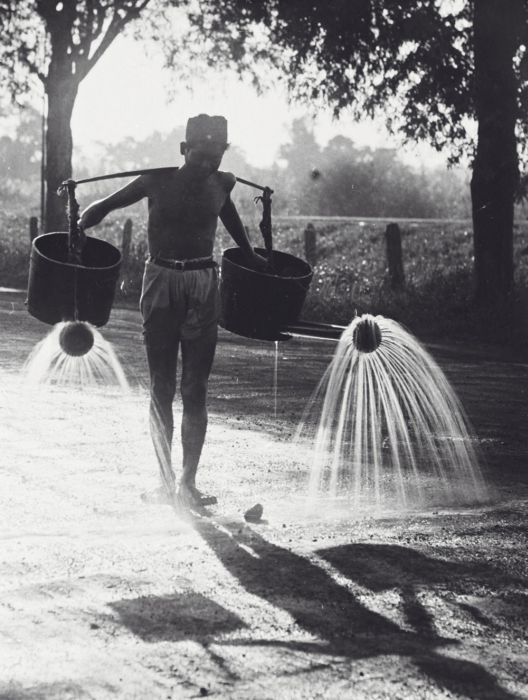
Робітник поливає дорогу в східній Індії
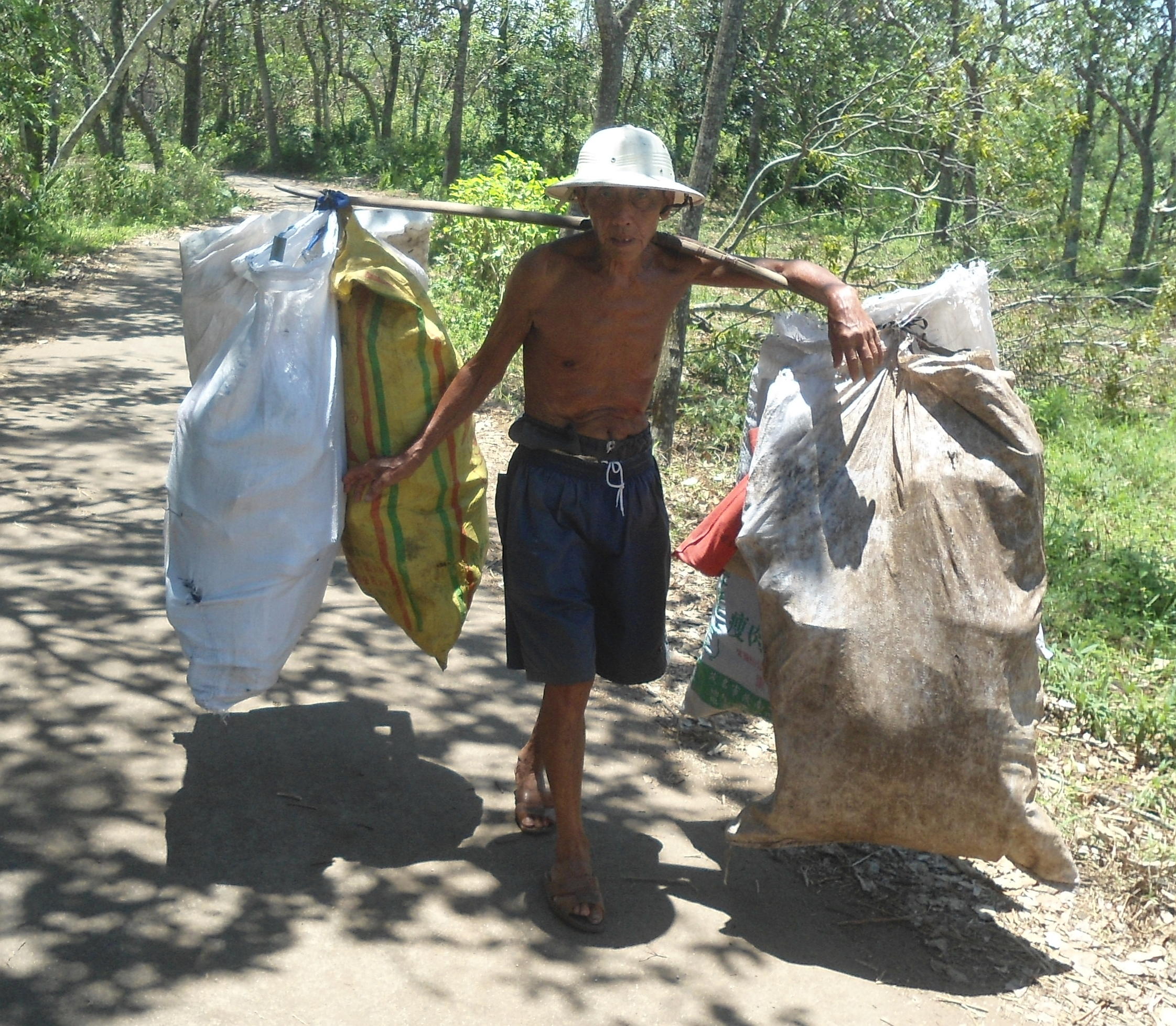
Чоловік несе повсякденні речі в Хайнані, Китай
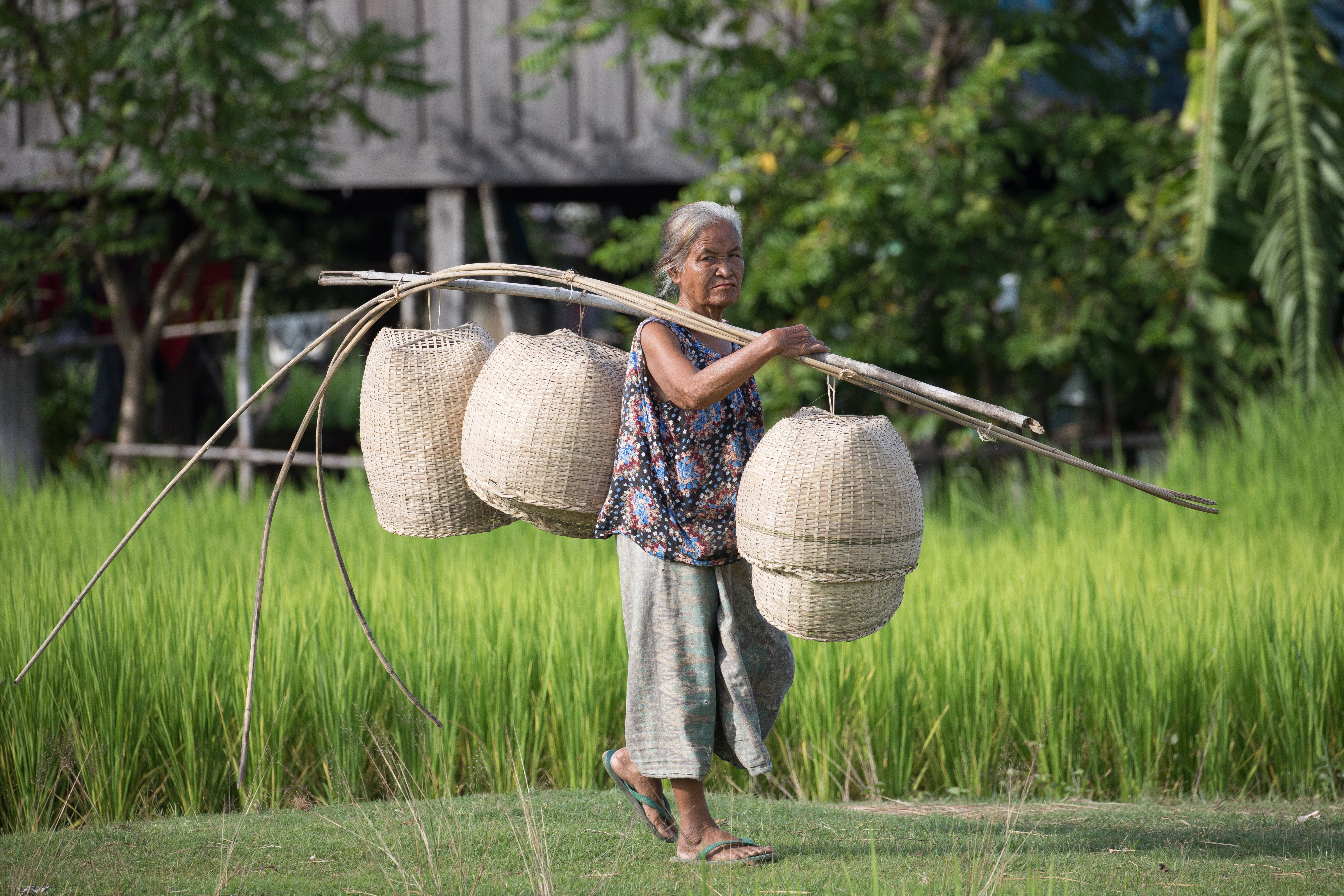
Жінка несе кошики, Лаос
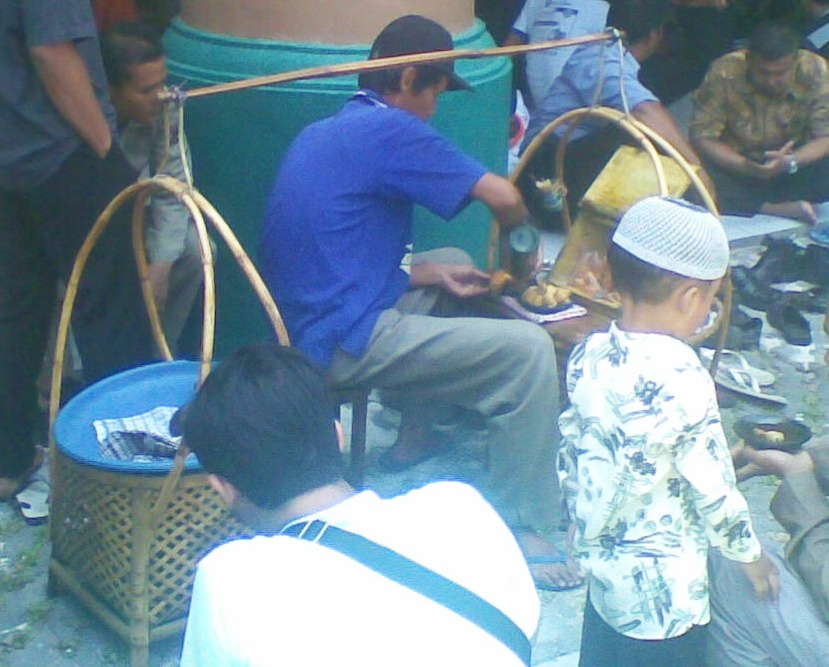
Чоловік обслуговує покупців в Індонезії
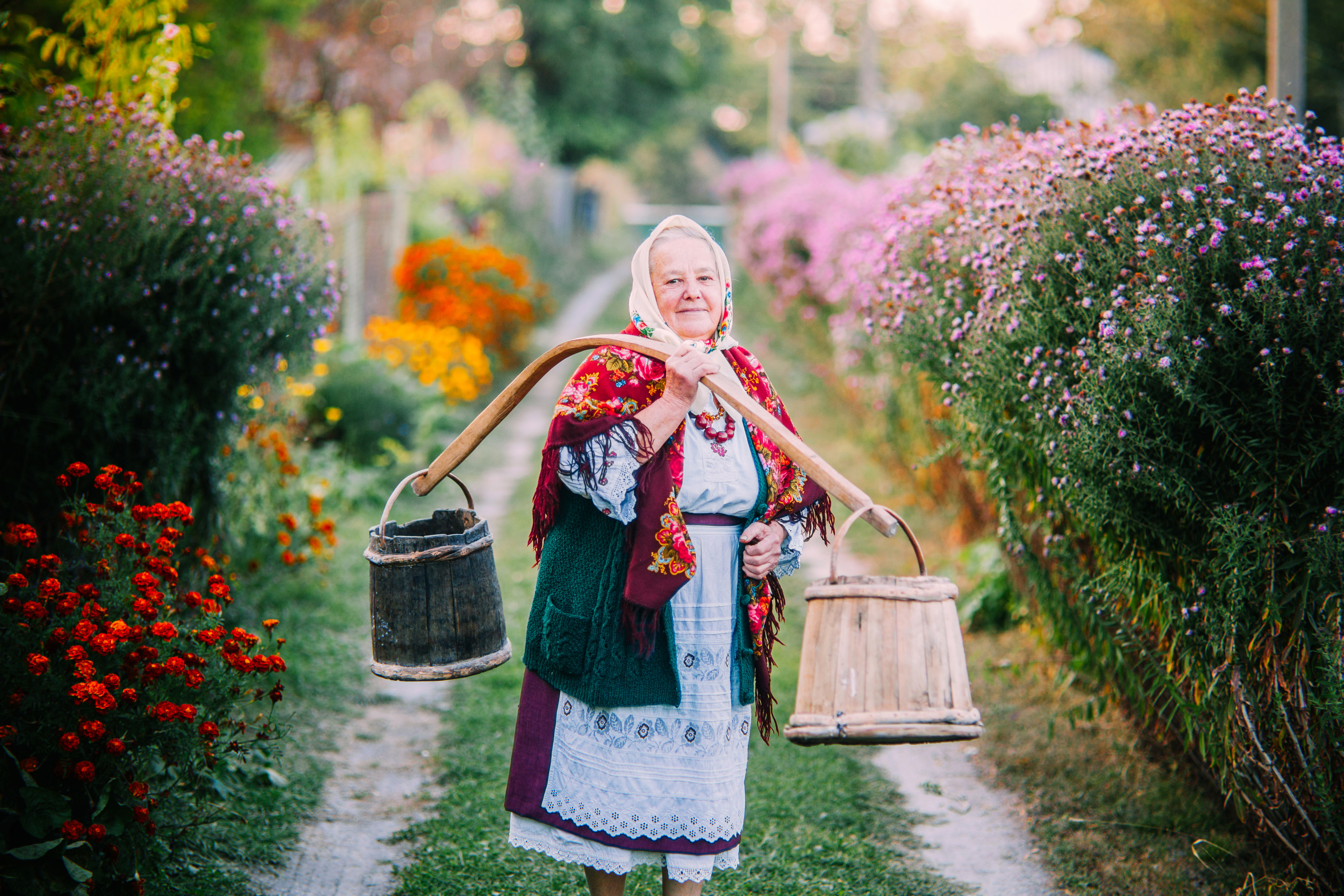
Українська жінка в традиційному одязі переносить воду
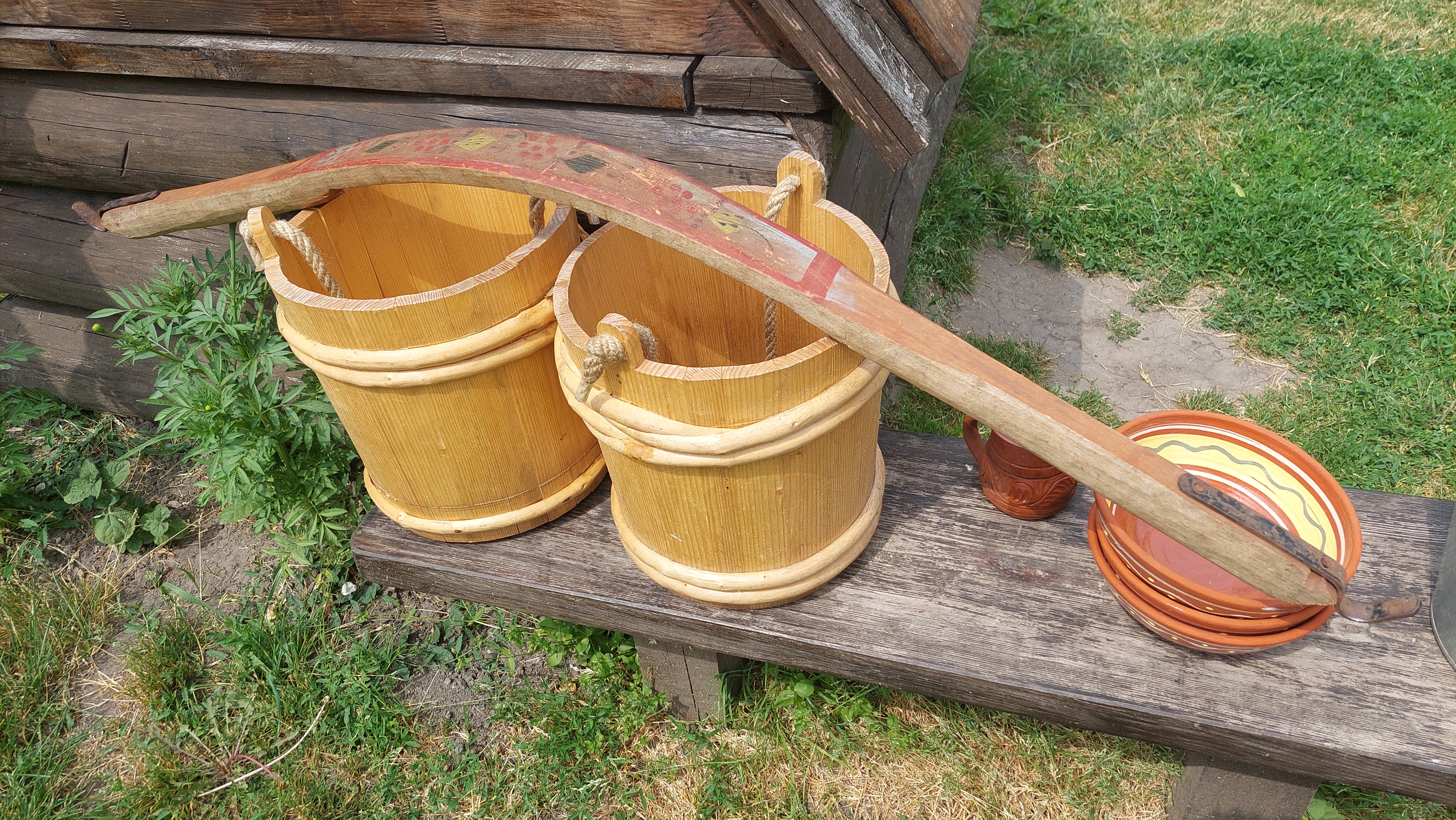
Відра з коромислом Батурин